# Asamblea Constituyente de Panamá de 1945
El 28 de diciembre de 1944, se produjo una grave crisis política justo antes de la apertura de la Asamblea Nacional que se reuniría el 2 de enero de 1945. Al día siguiente, el presidente Ricardo Adolfo de la Guardia Arango suspendió la Constitución de 1941 y, consecuentemente, canceló la siguiente sesión prescrita de la Asamblea Nacional y convocó a elecciones generales el 5 de mayo de 1945 para elegir delegados a una Asamblea Constituyente que enmarcaría una nueva Constitución. La tensión política continuó durante la primavera de 1945, pero las elecciones celebradas el 5 de mayo de 1945 fueron pacíficas y ordenadas, con la participación de aproximadamente 110000 votantes (las mujeres votaron en las elecciones nacionales por primera vez). Estas elecciones mostraron una fuerte votación de elementos liberales y una coalición del Partido Liberal Renovador de Francisco Arias Paredes, el Partido Liberal Democrático de Enrique Adolfo Jiménez, elementos del Partido Liberal Doctrinario de Domingo Díaz Arosemena, y elementos del Partido Nacional Revolucionario (el partido "oficial" de la administración de la Guardia) se unieron y, controlando a 30 de los 46 delegados a la Asamblea Constituyente, eligieron a Enrique Adolfo Jiménez, ex-Embajador de Panamá en Washington, como Presidente Provisional de la República para ocupar el cargo durante la vigencia de la Asamblea Constituyente y hasta que asumiera un nuevo Presidente, elegido de conformidad con las disposiciones de la nueva Constitución. Esta elección tuvo lugar el 15 de junio de 1945. El expresidente de la Guardia se retiró posteriormente de la función pública para convertirse en director y gerente general del diario La Nación.

## Resultados
|  | 32.13 % |

|  | 19.60 % |

|  | 14.49 % |

|  | 12.75 % |

|  | 12.46 % |

|  | 5.64 % |

|  | 2.93 % |

|  | 100 % |